# 奥蒂利娅·延杰伊恰克
奥蒂利娅·延杰伊恰克（波蘭語：Otylia Jędrzejczak，1983年12月13日—），波兰女子游泳运动员，主攻自由泳和蝶泳。她曾代表波兰参加2000年、2004年、2008年和2012夏季奥林匹克运动会游泳比赛，获得一枚金牌和二枚银牌。